# Anton Wede
Anton Erik Magnus Wede, född 20 april 1990 i Fagersta, är en svensk fotbollsspelare.

## Karriär
Wedes moderklubb är Västanfors IF. Han gick som 16-åring till IF Elfsborg. Under hösten 2010 flyttades han upp i A-laget. I september 2011 lånades han ut till Falkenbergs FF. I januari 2012 lånades han återigen ut till Falkenbergs FF.
I december 2012 skrev Anton Wede och tvillingbrodern Calle på varsitt tvåårskontrakt med Falkenbergs FF, där de tidigare båda varit utlånade från IF Elfsborg.
Sedan den 6 januari 2015 tillhör Anton Helsingborgs IF, värvad av sin tidigare tränare Henrik Larsson. 2016 blev han utsedd till årets HIF:are.
Den 14 juli 2017 värvades Wede av GAIS, där han skrev på ett 1,5-årskontrakt. Efter säsongen 2017 lämnade Wede klubben.
I februari 2018 återvände Wede till Falkenbergs FF, där han skrev på ett tvåårskontrakt. I december 2019 förlängde Wede sitt kontrakt med ett år och med en option på ytterligare ett år. Efter säsongen 2021 lämnade han klubben. I februari 2022 värvades Wede av Norrby IF, där han skrev på ett tvåårskontrakt med option på ytterligare ett år. Efter säsongen 2023 lämnade Wede klubben.